# Мило, Моисей Полидор
Моисей (Мойша) Полидор Мило́ (фр. Moïse Polydore Millaud; 27 августа 1813, Бордо — 13 октября 1871, Париж) — французский журналист, редактор, банкир и предприниматель, основатель ежедневной парижской газеты Le Petit Journal, одной из самых популярных и ведущих газет Франции (с 1863 по 1944).

## Биография

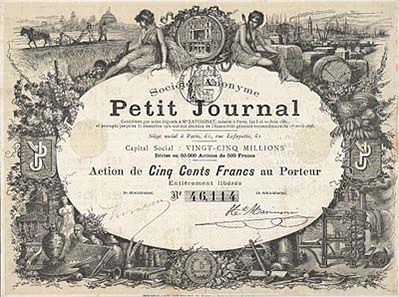
Скандальные акции Le Petit Journal

Родился в еврейского семье. Отец — торговец лошадьми, выходец из Папской области.
Самоучка, стал клерком у пристава. В 1833 году основал свою первую газету в Бордо Le Lutin. Сам писал статьи под псевдонимом Duallim анаграммы его фамилии Millaud.
В 1836 году переехал в Париж и основал Le Gamin de Paris, первую газету, которая продавалась исключительно у дверей театров и Le Négociateur , посвященную финансовым вопросам.
В 1839 году создал еженедельную юридическую газету L’Audience.
В 1848 — La Liberte, газету поддерживающую политику Наполеона III.
В 1848 занялся финансовыми операциями, покупал, перепродавал и создавал самостоятельно газеты и журналы в Париже.
В 1854 году основал земельную компанию в столице, на которой сделал своё состояние.
в 1860 году Мило был уличен в многочисленных финансовых операциях, в том числе с акциями Нассауской железной дороги и Фонда акционеров в 1861 году. Его племянник Альфонс пытался покрыть долги своего дяди, в том числе путём мошеннических операций с Le Petit Journal, продав 4000 акций по 500 франков каждая на 2 миллиона франков, значительно завысив их стоимость, которая оценивалась только в 100 000 франков. Также был уличен в махинациях и приговорен к заключению в 1875.
Скандалы ускорили смерть М. П. Мило́.

## Список газет, основанных М. П. Мило́
- Le Lutin ,1833
- Le Gamin de Paris, 1835
- Le Glaneur, 1836
- Le Négociateur , 1838
- L’Audience , 1839
- La Liberté , 1848
- Le Journal des Chemins de fer, 1848
- Le Conseiller du peuple , 1848
- Le Journal des actionnaires , 1856
- La Presse , 1857
- Le Petit Journal, 1863
- Le Journal illustré , 1864
- Le Soleil , 1865
- Le Journal littéraire
- Le Journal politique de la semaine